# Vallant-Saint-Georges
Vallant-Saint-Georges là một xã ở tỉnh Aube, thuộc vùng Grand Est ở phía bắc miền trung nước Pháp.

## Dân số
| 1962                                 | 1968 | 1975 | 1982 | 1990 | 1999 |
| ------------------------------------ | ---- | ---- | ---- | ---- | ---- |
| 405                                  | 418  | 406  | 407  | 378  | 354  |
| Từ năm 1962: Dân số không tính trùng |      |      |      |      |      |